# Protrama ranunculi
Protrama ranunculi är en insektsart som först beskrevs av Del Guercio 1909. Enligt Catalogue of Life ingår Protrama ranunculi i släktet Protrama och familjen långrörsbladlöss, men enligt Dyntaxa är tillhörigheten istället släktet Protrama och familjen barkbladlöss. Enligt den finländska rödlistan är arten nära hotad i Finland. Arten är reproducerande i Sverige. Artens livsmiljö är torra gräsmarker. Inga underarter finns listade i Catalogue of Life.